# 비공개
《비공개》(영어: Guilty by Suspicion)는 미국에서 제작된 1991년 시대극 영화이다. 어윈 윙클러의 감독 데뷔작이다. 할리우드 블랙리스트, 매카시즘, 비미 활동 위원회의 활동을 중심 소재로 삼았다. 주인공 존 메릴(로버트 드니로 분)이 겪는 고초는 존 베리의 실화에서 영감을 얻었다. 아넌 밀천 등이 제작에 참여하였다.
제44회 칸 영화제 경쟁 부문에 진출하였다.

## 줄거리
데이비드 메릴은 1950년대 할리우드에서 성공한 감독으로, 해외에서 영화 촬영지를 탐색하고 돌아오자마자, 맥카시즘과 레드 스케어로 인해 영화계 동료들이 큰 혼란에 빠져 있는 현실을 마주하게 된다.
그의 친구 래리 놀런은 FBI와 의회 감시 위원회에 할리우드에서 공산주의 운동과 연루되었을 가능성이 있는 인물들의 이름을 밝히도록 강요받는다. 놀런은 메릴을 비롯한 몇몇 친구들과 동료들의 이름을 언급한다. 이들 대부분은 실제 미국 공산당과는 지엽적인 관계만 있을 뿐이지만, 워싱턴 D.C.의 압박으로 인해 대럴 재넉 같은 할리우드 거물들은 감독과 스태프들에게 공산주의를 부인하고, 의회 청문회에서 위증할 것을 강요하며, 다른 영화계 인사들을 공산주의자로 지목하게 만든다.
메릴은 할리우드 법률 자문가 펠릭스 그래프로부터 FBI에 협조하여 시나리오 작가이자 어릴 적 친구인 버니 백스터를 포함한 네 명의 이름을 의회에 제출하라는 요청을 받는다. 거절할 경우 영화계에서 다시는 일할 수 없게 된다는 협박이다. 그러나 메릴은 이를 거부하고, 결국 블랙리스트에 올라 전 재산을 잃는다. 전처 루스와 아들에게 위자료를 지불하지 못하게 된 그는 뉴욕으로 건너가 과거의 동료들에게 의지하지만, 결국 FBI와 브로드웨이 인사들의 압력으로 그들마저도 메릴과의 관계를 끊는다.
좌절한 메릴은 다시 로스앤젤레스로 돌아가 루스의 집에서 지내며 관계를 회복한다. 루스는 집을 팔고 초등학교 교사로 복귀한 상태다. 메릴은 돈은 잃었지만, 아들과의 관계가 깊어지면서 가족 간의 유대는 오히려 좋아진다.
한편, 래리의 별거 중인 아내이자 배우인 도로시 놀런은 정신적으로 무너진다. FBI에 협조하지 않은 결과 아들의 양육권을 잃었기 때문이다. 그녀는 메릴에게 브로드웨이에서의 일자리를 요청하지만, 메릴 역시 뉴욕에서의 실패로 인해 아무런 도움을 줄 수 없게 되자, 절망한 도로시는 차를 몰고 절벽에서 뛰어내려 목숨을 끊는다.
그 후 B급 영화 감독에게서 서부극의 문제작을 맡아달라는 전화가 걸려오고, 메릴은 이를 예술적으로 성공적으로 이끌지만, FBI는 그를 다시 추적해 영화에서 배제시킨다.
한편 버니 백스터도 젊은 시절 공산주의 집회에 참석했던 사실을 FBI에 숨긴 탓에 위증 혐의를 받고, 의회는 그에게 수년의 징역형을 경고하며 동료들의 이름을 대라 강요한다. 버니는 자신은 이미 끝난 인생이라며 메릴에게 자신의 이름을 언급하게 해달라고 간청하지만, 루스는 그를 역겨워하며 집에서 내쫓는다.
이후 재넉의 간청으로 메릴은 다시 그래프를 만나 의회 요건에 따를 의사를 내비친다. 그가 결국 굴복한 듯 보이며 워싱턴 D.C. 청문회에 출석하자, 위원회는 조롱 섞인 질문을 쏟아낸다. 그러나 메릴은 다시 마음을 돌려 자신 이외의 누구에 대해서도 언급하지 않겠다고 선언하고, 그로 인해 청문회장은 아수라장이 된다. 그는 의회 모독죄로 기소되며, 이로 인해 다른 이들은 수년간의 징역형을 받는다. 청문회를 떠나는 메릴의 뒤를 이어 버니 백스터가 증인석에 앉고, 역시 동료들의 이름을 밝히기를 거부한다.

## 출연진
- 로버트 드니로
- 애넷 베닝
- 조지 웬트
- 퍼트리샤 웨티그
- 샘 워너메이커
- 크리스 쿠퍼
- 벤 피아차
- 마틴 스코세이지
- 배리 프라이머스
- 게일러드 사테인
- 톰 사이즈모어
- 스튜어트 마걸린
- 록샌 비그스
- 애덤 볼드윈

## 기타 제작진
- 공동 제작: 앨런 C. 블롬퀴스트
- 협력 제작: 넬슨 매코믹
- 배역: 매리언 도허티
- 미술: 레슬리 딜리
- 의상: 리처드 브루노